# Casa delle Farfalle (Bordano)
La Casa delle Farfalle di Bordano è un giardino zoologico insettario che coltiva, alleva e espone al pubblico diverse specie di piante, insetti e altri animali.

## Origine
Il Monte San Simeone, nelle vicinanze di Bordano in Friuli Venezia-Giulia, è un sito di interesse per l'entomologia già dal XIX secolo. In seguito al terremoto del 1976, la comunità locale viene spinta dal desiderio di conservare il patrimonio culturale e naturale di Bordano, e in particolare le specie di farfalle. Queste sono state poste al centro dell'identità ricostruita del paese con diverse iniziative, tra cui numerosi murales, fino all'istituzione della Casa delle farfalle nel 2003.

## La struttura
La Casa delle Farfalle di Bordano è la più grande in Italia con un totale de 1000 metri quadri che includono tre serre, ognuna dedicata all'ecosistema di un continente: la giungla dell'Africa, le foreste pluviali dell'Asia e l'Amazzonia in Sud America.
La visita delle serre è completata da un percorso didattico composto da due mostre: "Farfalle. 4 vite, 1000 storie" per l'introduzione al mondo delle farfalle con delle spiegazioni su questi animali, e "Gioielli a 6 zampe" che mette in mostra una collezione di insetti sottolineandone il valore estetico.
Nel 2020 apre anche il MUFFA (Museo delle FarFalle e delle FAlene), che conserva ed espone reperti biologici di lepidotteri con scopi di ricerca e divulgazione.
All'esterno della Casa delle farfalle, il percorso PolliNation è dedicato alla comprensione dei pollinatori e del mondo dei fiori.

## Specie animali conservate

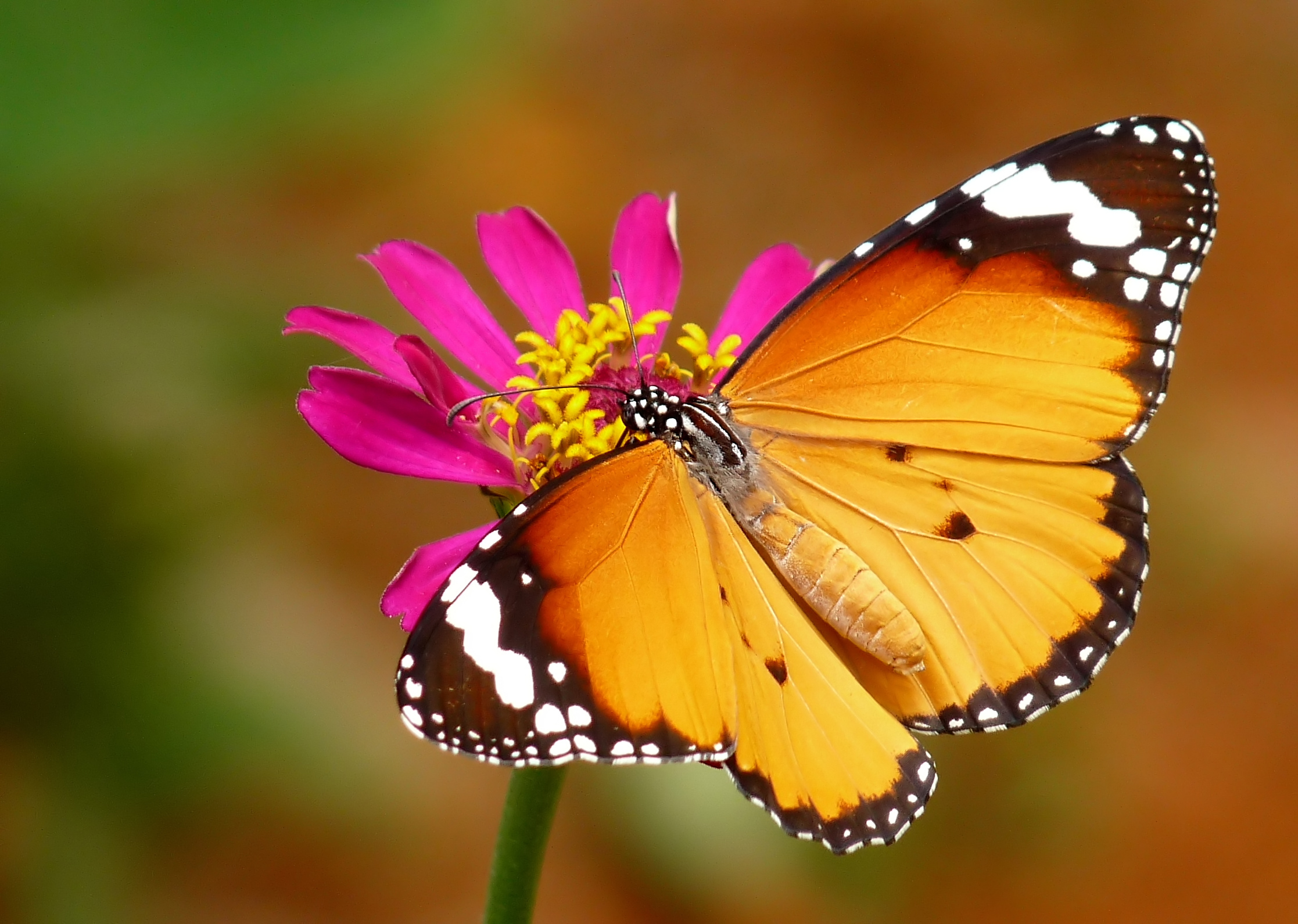
La Monarca africana (Danaus chrysippus)

Più di 100 specie di farfalle sono rappresentate nelle serre a Bordano.

### Nella serra Africa tropicale

#### Farfalle

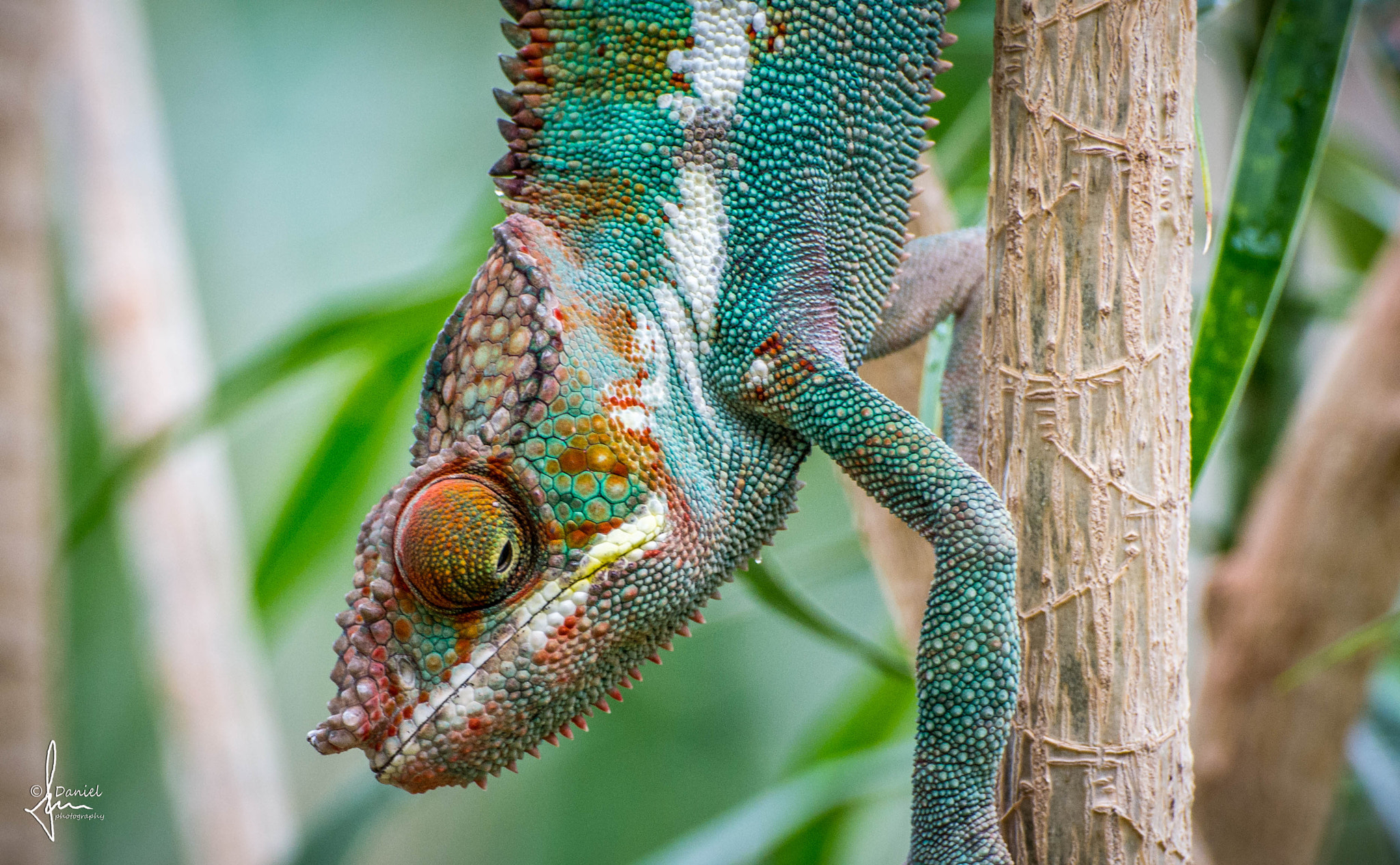
Camaleonte nella serra a Bordano

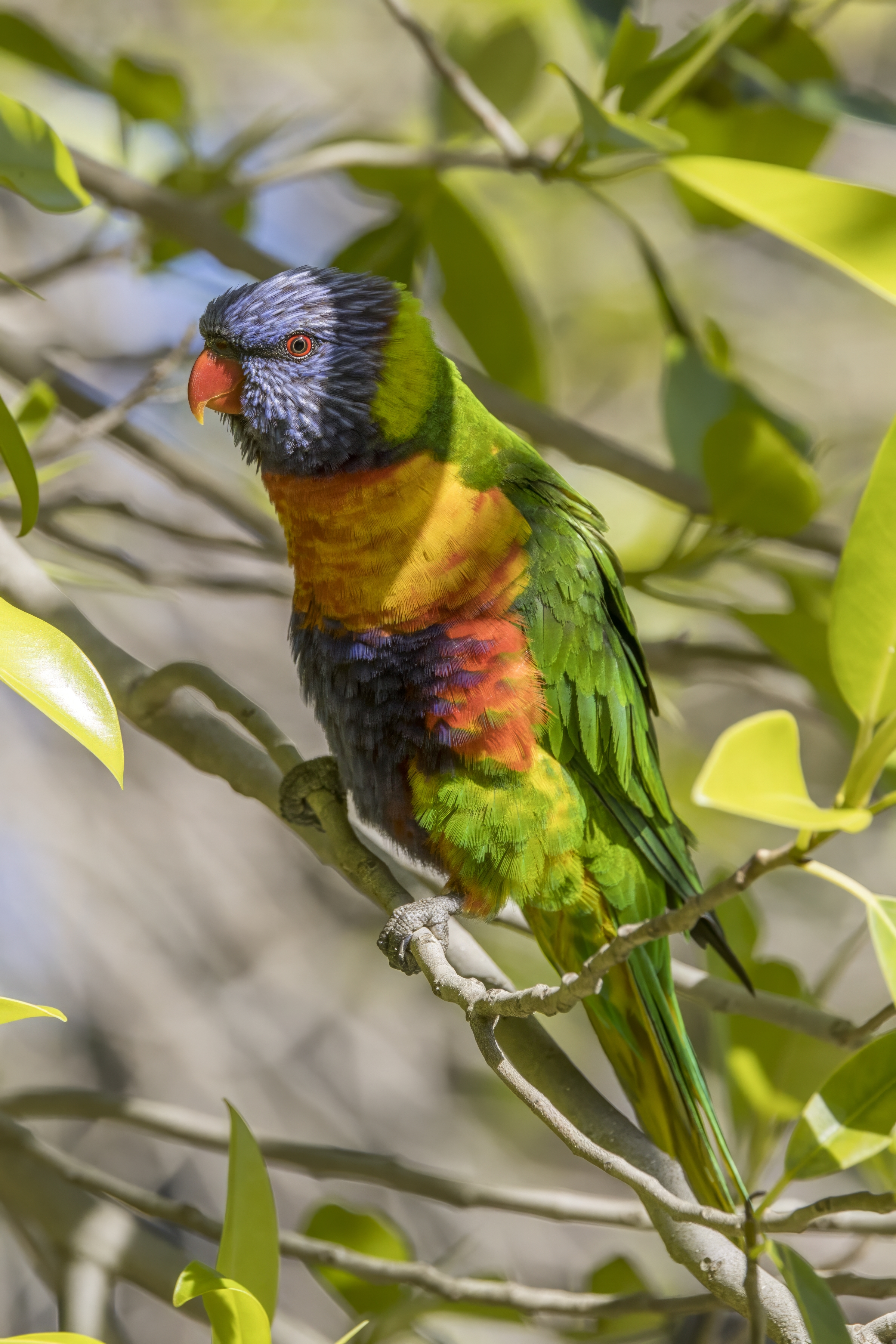
Lorichetto arcobaleno (Trichoglossus moluccanus)

- Papilio dardanus
- Hypolimnas misippus
- Papilio phorcas
- Amauris tartarea
- Charaxes candiope
- Papilio demodocus
- Falena cometa
- Monarca africana
- Anteo
- Salamis parhassus
- Euxanthe wakefieldi
- Papilio ophidicephalus
- Precis octavia
- Antherina suraka
- Papilio nireus

#### Altri animali

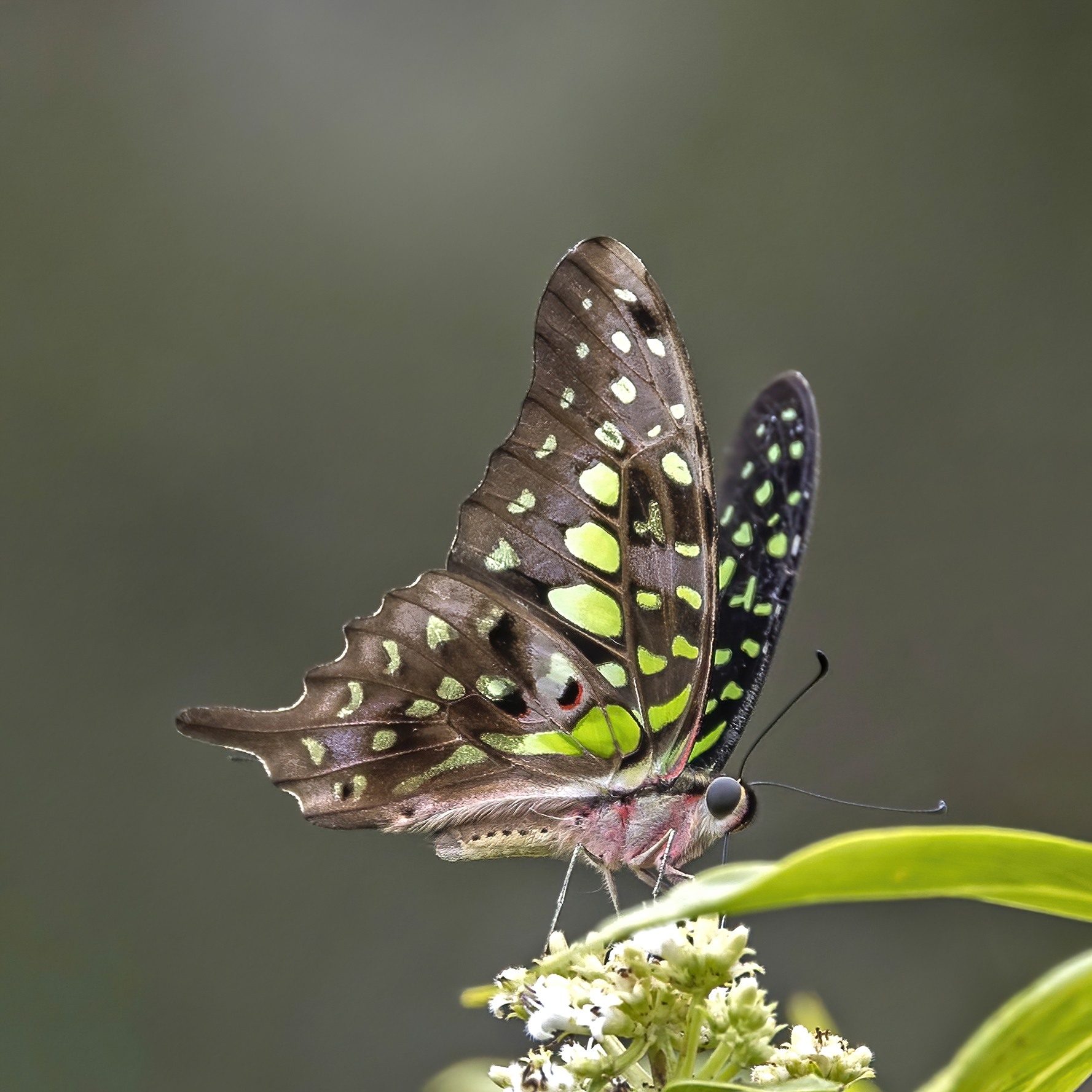
Graphium agamemnon

- Mantide africana
- Geco corteccia
- Scarabeo dei fiori
- Millepiedi gigante
- Pitone palla
- Camaleonte leopardo
- Geco verde
- Blatta fischiante
- Stellione
- Scarabeo profumato
- Coleottero dei fiori

### Nella serra Asia/Australia

#### Farfalle
- Hypolimnas bolina
- Graphium agamemnon
- Cethosia biblis
- Parthenos sylvia
- Papilio memnon
- Ornithoptera priamus
- Papilio polytes
- Farfalla foglia
- Papilio deiphobus rumanzovia
- Ideopsis juventa
- Samia cynthia
- Doleschallia bisaltide
- Atrophaneura aristolochiae
- Papilio palinurus
- Idea leuconoe
- Attacus atlas
- Athyma perius
- Hebomoia glaucippe
- Troides rhadamanthus

#### Altri animali
- Insetto stecco verde
- Mantide orchidea
- Insetto stecco blu
- Cervo volante
- Insetto foglia secca
- Ninfa della giungla
- Drago barbuto
- Scarabeo rinoceronte
- Calvisia marmorata
- Drago d'acqua
- Mantide violino
- Lorichetto arcobaleno
- Ultrastecco
- Insetto foglia rosso
- Insetto corteccia
- Tiliqua dalla lingua blu
- Scarabeo rinoceronte tricorno